# 萨克马尔
萨克马尔，是匈牙利南部巴奇-基什孔州所辖的一个村，总面积74.64平方公里，总人口1396，人口密度22人/平方公里（2002年）。地理坐标为46°33′N 19°04′E。